# El Pueblito, Teocaltiche
El Pueblito är en ort i Mexiko.   Den ligger i kommunen Teocaltiche och delstaten Jalisco, i den centrala delen av landet, 400 km nordväst om huvudstaden Mexico City. El Pueblito ligger 1 711 meter över havet och antalet invånare är 210.
Terrängen runt El Pueblito är huvudsakligen en högslätt. El Pueblito ligger nere i en dal. Runt El Pueblito är det ganska glesbefolkat, med 39 invånare per kvadratkilometer. Närmaste större samhälle är Teocaltiche, 12,2 km väster om El Pueblito. Trakten runt El Pueblito består till största delen av jordbruksmark.